# Е-туризъм
Е-туризъм или електронен туризъм е понятие, наложило се в ерата на Web 2.0, с което се означава пренасянето в интернет на част от дейностите по организацията на туризма с навлизането на информационните и комуникационните технологии в ежедневието.
Все повече туристически услуги се предлагат в интернет. Все повече дестинации разполагат с уебстраници, от които евентуалният посетител би могъл да се информира, да планира своето пътуване и да резервира или закупи дадена туристическа услуга. Много от туристите използват е-туризма дори и след своето пътуване като споделят преживяванията си чрез снимки, видео, коментари и т.н.
Главните туристически услуги, които се комерсиализират онлайн, са резервации за хотели, покупка на самолетни билети, наемане на автомобили или закупуване на билети за градски събития: концерт, кино, театър и др.
Специална резервационна система осъществява връзката между туристическата фирма, доставчик или посредник на услугата и крайния потребител. Нужна е дебитна или кредитна карта, с която се осъществява плащането на депозит или на цялала стойност на услугата. Предимството за потребителите е, че могат от дома си или от офиса, в който работят, да подготвят своята почивка без излишно да губят време и правят разходи.